# Discocyrtus affinis
Discocyrtus affinis is een hooiwagen uit de familie Gonyleptidae.

## Distributiegebied
Het bevindt zich in Brazilië.